# Apple Watch Ultra
L'Apple Watch Ultra est une nouvelle gamme de l'Apple Watch. Elle est présentée dans la keynote d'Apple du 7 septembre 2022 en plus de la Series 8 et de la SE (2e génération). 
Cette nouvelle version de la montre connectée est conçue pour les sports extrêmes avec un boîtier robuste en titane de 49 mm qui protège les bords de l'écran en cristal de saphir et la Digital Crown. Elle est capable de supporter des températures allant de -20°C à 55°C.

## Description
L’Apple Watch Ultra dispose du même processeur que la Series 8. Elle dispose également du même accéléromètre capable de mesurer des forces jusqu'à 256 g et pouvant détecter les accidents de voiture. Elle a une boussole, un capteur de taux d’oxygène dans le sang, un capteur optique de fréquence cardiaque de 3ᵉ génération, ainsi qu'un ECG. 
La durée de vie de la batterie est supérieure à la Series 8, d’une durée d’environ 36 heures entre les charges, elle peut atteindre 60 heures d'autonomie avec le mode économie d'énergie. 
Le boîtier de la montre est en titane et d'une taille de 49 mm. Elle a des bords surélevés pour protéger l’écran plat en verre saphir des impacts latéraux. L'écran est deux fois plus lumineux que la Series 8 et peut atteindre les 2 000 nits. Elle dispose d'un mode Nuit qui rend l'écran rouge pour minimiser la fatigue oculaire dans l'obscurité. 
L’Apple Watch Ultra utilise toujours le GPS intégré de l’Apple Watch, même lorsque l'iPhone est à proximité, cela permet une meilleure précision.   
Elle a également une fonction sirène pouvant émettre un signal SOS de 86 décibels qui peut être entendu jusqu'à 180 mètres de distance. Elle a deux haut‑parleurs qui sont 40 % plus puissants que celui de la Series 8.   
Il s'agit de la seul Apple Watch disposant d'un bouton d'action programmable. L'utilisateur peut ainsi programmer le bouton pour donner un accès rapide à certaines fonctionnalités de la montre. Elle est équipée du Bluetooth 5.3 qui offre des améliorations en matière de fiabilité et d'efficacité énergétique. 

## Logiciel
La montre d'Apple embarque watchOS 9 qui offre de nouveaux cadrans (Lunar et Metropolitan) ainsi que la collection de cadrans Nike pour tous les modèles. Niveau logiciel, il y a la version améliorée de l’application Exercice, les phases de sommeil, un écran de partage étendu pour les applications tierces et la toute nouvelle application Traitements. Le modèle Ultra possède également, avec watchOS 9, un cadran spécial conçu pour les activités. L'une des spécificités logiciel de la montre est d'avoir un mode Nuit. La fonction permet de passer l'écran en lumière rouge pour un meilleur confort visuel dans l'obscurité. Ce mode fonctionne uniquement avec le cadran Wayfinder.
L'Apple Watch Ultra possède une application Profondeur permettant de mesurer la température de l’eau, la durée passée sous l’eau et la profondeur jusqu’à 40 mètres.
Le 28 novembre 2022, Apple annonce la sortie de l'application Oceanic+ qui permet d'aller encore plus loin en transformant la montre en un ordinateur de plongée. L'application dispose d'un mode plongée scuba et d'un mode randonnée palmée et surface. Il y a un planificateur de site pré-plongée, incluant les conditions en surface et les conditions de l'eau. Et un planificateur de plongée qui calcule la profondeur et la durée de la plongée. 

## Fonctionnalités disponibles avec le bouton Action
Il est possible sur l'Apple Watch Ultra de programmer le bouton action avec les fonctionnalités suivantes :
- Exercice
- Chronomètre
- Point de repère
- Point de départ
- Plongée
- Lampe torche
- Raccourci